# Macedonië op het Eurovisiesongfestival 2014

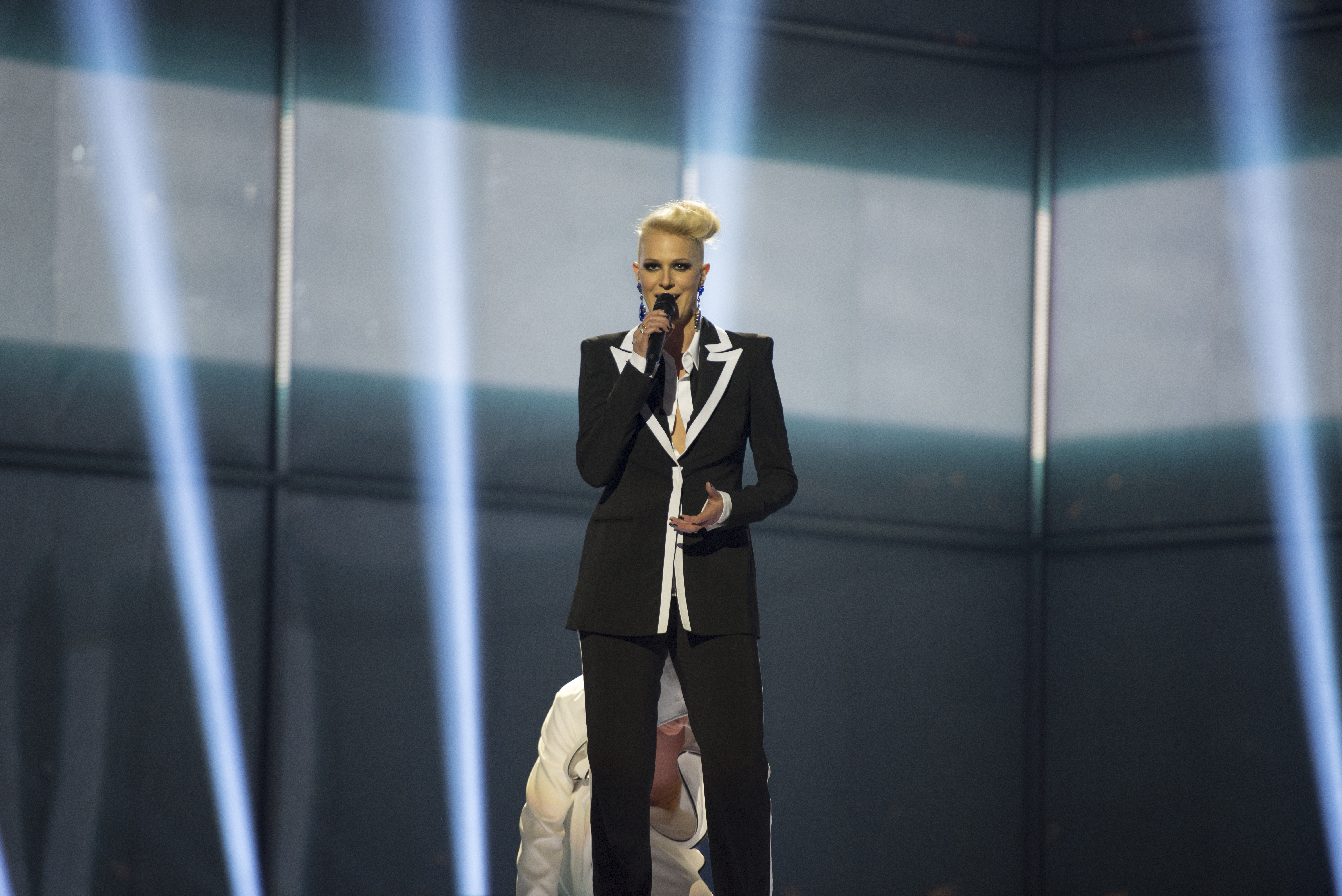
Tijana wist zich niet te plaatsen voor de finale van het Eurovisiesongfestival 2014

Macedonië nam deel aan het Eurovisiesongfestival 2014 in Kopenhagen, Denemarken. Het was de 14de deelname van het land op het Eurovisiesongfestival. MRT was verantwoordelijk voor de Macedonische bijdrage voor de editie van 2014.

## Selectieprocedure
Drie maanden na afloop van het Eurovisiesongfestival 2013, op 28 augustus 2013, maakte de Macedonische staatsomroep officieel bekend te zullen deelnemen aan de volgende editie van het Eurovisiesongfestival. Meteen werd duidelijk dat Tijana de Macedonische eer hoog zou moeten gaan houden in Kopenhagen. Eerder probeerde ze reeds tevergeefs Macedonië te vertegenwoordigen op het Eurovisiesongfestival, door deel te nemen aan de nationale preselectie in 1996, 2002 en 2005, telkens tevergeefs. In 2006 nam ze deel aan de nationale finale van Servië en Montenegro.
Op 13 november 2013 deelde Tijana mee dat het nummer waarmee ze naar Kopenhagen trok, Pobeda zou heten, en dat het volledig in het Macedonisch vertolkt zou worden. De presentatie van het nummer stond gepland op 22 februari 2014, en toen werd ook duidelijk dat de titel veranderd was in To the sky, en dat het nummer in het Engels werd gezongen.

## In Kopenhagen
Macedonië moest in Kopenhagen eerst aantreden in de tweede halve finale, op donderdag 8 mei. Tijana trad als elfde van vijftien acts op, na Teo uit Wit-Rusland en net voor Sebalter uit Zwitserland. Bij het openen van de enveloppen bleek dat Macedonië zich niet had weten te plaatsen voor de finale. Na afloop van de finale werd duidelijk dat Tijana op de dertiende plaats was geëindigd in de tweede halve finale, met 33 punten. Macedonië kreeg wel het maximum van twaalf punten van Slovenië.
1998 · 1999 · 2000 · 2001 · 2002 · 2003 · 2004 · 2005 · 2006 · 2007 · 2008 · 2009 · 2010 · 2011 · 2012 · 2013 · 2014 · 2015 · 2016 · 2017 · 2018 · 2019 · 2020 · 2021 · 2022 · 2023-2025
Albanië · Armenië · Azerbeidzjan · België · Denemarken · Duitsland · Estland · Finland · Frankrijk · Georgië · Griekenland · Hongarije · Ierland · IJsland · Israël · Italië · Letland · Litouwen · Macedonië · Malta · Moldavië · Montenegro · Nederland · Noorwegen · Oekraïne · Oostenrijk · Polen · Portugal · Roemenië · Rusland · San Marino · Slovenië · Spanje · Verenigd Koninkrijk · Wit-Rusland · Zweden · Zwitserland